# Maitreya
Maitreya (en sánscrito) o Metteyya (en pali) es un nombre que aparece en la espiritualidad budista para referirse a un bodhisattva que desde el siglo X la escatología budista considera como el futuro Buda de este mundo.  En algunas literaturas budistas, como el Sutra del loto (siglo I d. C.) o el Sutra de Amitabha (siglo II d. C.), Maitreia recibe el nombre de Ajita [ashíta] (‘invencible’, ‘inconquistable’).  En el budismo tibetano se le conoce como el Pakpa Jampa (‘señor del amor’ o ‘noble amante’).
En todas las escuelas del budismo se ha profetizado que ese bodhisattva ha de convertirse en Buda Maitreya o Buda Metteyya.  Se cree que habita en el cielo de Tushita y que descenderá a la tierra a predicar de nuevo el dharma («ley») cuando las enseñanzas del Buda Gautama hayan desaparecido.  Como quinto y último Buda del kalpa (eón) actual, las enseñanzas de Maitreya se centrarán en restablecer el dharma del Buda en la Tierra. Según las escrituras, las enseñanzas de Maitreya serán similares a las de Gautama. Se profetiza que la llegada de Maitreya ocurrirá durante una era de declive, cuando las enseñanzas del Buda Gautama hayan sido ignoradas u olvidadas.
Maitreya es el bodhisattva más temprano alrededor del cual se desarrolló un culto y es mencionado en escrituras sagradas desde el siglo III d. C. Es aceptado por todas las escuelas del budismo y es aún hoy el único bodhisatva que es venerado en la tradición Theravada. 
El culto a Maitreya fue particularmente popular entre los siglos IV y VII, e imágenes suyas se encuentran a lo largo del mundo budista, muchas de ellas transmitiendo estéticamente su característico aire de expectativa y promesa. Representado en la pintura y la escultura a la vez como bodhisattva y futuro buda, a menudo se lo representa sentado al estilo occidental, con las piernas colgando, a veces con los tobillos cruzados. Otro atributo icónico distintivo es una estupa (montículo funerario) en miniatura  colocado en la parte delantera de su cabeza.

## Un buda futuro
Según una tradición budista puesta por escrito recién en el siglo X, Buda Gautama anunció a Maitreya como el nombre del próximo Buda. Maitreya sería un bodhisattva que aparecerá en la Tierra en el futuro, alcanzará la iluminación completa y enseñará el dharma puro. Será un sucesor del último Buda. En todas las ramas del budismo, Maitreya es visto como el sucesor directo de Buda Gautama. Como quinto y último Buda del kalpa (eón) actual, las enseñanzas de Maitreya se centrarán en restablecer el Dharma del Buda en la Tierra. Según las escrituras, las enseñanzas de Maitreya serán similares a las de Gautama (Śākyamuni).Esta moderna profecía de la llegada de Maitreya se refiere a un momento futuro en el que el dharma habrá sido olvidado por la mayoría del mundo terrestre. Los sutras mahayana describen a Maitreya como un monje digno, que pasó vidas desarrollándose en sabiduría y predicando el dharma antes de renacer como bodhisattva en el cielo de Tushita, donde espera su encarnación como el buda de la próxima época.
Maitreya es el primer bodhisattva en torno al cual se desarrolló un culto y se lo menciona en las escrituras desde el siglo III d. C. Fue aceptado por todas las escuelas del budismo y sigue siendo el único bodhisattva generalmente venerado por la tradición Theravada.  Un culto devocional centrado en Maitreya se desarrolló muy temprano en la India, y luego se volvió especialmente prominente en Asia Central y China durante los siglos V y VI. Sus devotos buscaban asegurar el renacimiento en Tushita, primero para beneficiarse de las enseñanzas de Maitreya allí, y más tarde para unirse a él durante su mandato como el próximo buda. Aunque con el tiempo su culto fue eclipsado en Asia Oriental por el culto más popular de Amitabha, la anticipación de la edad de oro de Maitreya continuó surgiendo periódicamente en movimientos milenaristas que eran intensamente devocionales y, ocasionalmente, también políticos.
Maitreya también ha sido empleado en un papel milenarista por muchas religiones no budistas en el pasado, como la religión del loto blanco (desde el siglo XIV) o la teosofía (del siglo XIX), así como por nuevos movimientos religiosos modernos, tales como el Yiguandao o Falun Gong. A pesar de que muchas figuras religiosas y líderes espirituales han afirmado ser Maitreya a lo largo de la historia, diversas sectas budistas insisten en que estas son afirmaciones falsas, al tiempo que subrayan que Maitreya aún no ha aparecido como un Buda (ya que las enseñanzas del Buda Gautama aún no han sido olvidadas). Los budistas tradicionales creen que Maitreya reside actualmente en el cielo de Tushita. Sin embargo, Maitreya no es inaccesible, y varios budistas a lo largo de la historia también han afirmado haber sido visitados por Maitreya, haber tenido visiones de él y haber recibido enseñanzas de él. Como tal, los budistas Mahayana tradicionalmente consideran a Maitreya como el fundador de la tradición Yogacara a través de su revelación de varias escrituras como el Majaiana-sutra-lamkaraka y el Madhia-anta-vibhaga.

## Etimología y fuentes
En idioma sánscrito, el nombre Maitreya (मैत्रेय) significa ‘amistoso’. Deriva del sánscrito maitrī (‘amistad’),
que a su vez deriva del sustantivo sánscrito mitra (‘amigo’).
En pali, metta, significa ‘amabilidad, bondad amorosa’.
El nombre Maitreya también está relacionado con el nombre indoiranio Mitra.
Está relacionada con el nombre en idioma indoiranio Mitra, que se refiere a un antiquísimo dios tanto védico (del Rig-veda, del siglo XV a. C.) como iranio (Mithra, del siglo XIV a. C.).
La forma en pali Metteyya se menciona en el «Cakkavatti-sīhanāda sutta» (Digha-nikaya 26) del Canon Pāli, y también en el capítulo 28 del Buddhavamsa.
La mayoría de los sermones de Buda se presentan como si hubieran sido presentados en respuesta a una pregunta, o en algún otro contexto apropiado, pero este sutta tiene un principio y un final en los que Buda habla a los monjes sobre algo totalmente diferente. Esto lleva al académico Richard Gombrich a concluir que, o bien todo el sutta es apócrifo, o bien que, como mínimo, ha sido manipulado.
En el arte greco-budista de Gandhara, en los primeros siglos de la era cristiana en el norte de la India, Maitreya era la figura más popular en ser representada, junto con el Buda Gautama, a menudo llamado Śākyamuni (o ‘sabio del clan Sakia’).
En la China de los siglos IV a V, «los artesanos budistas utilizaban los nombres de Shakyamuni y Maitreya indistintamente... indicando tanto que la distinción entre ambos no se había trazado todavía como que sus respectivas iconografías no se habían establecido con firmeza».
Un ejemplo es la escultura de piedra encontrada en el alijo de Qingzhou dedicada a Maitreya en el año 529 d. C., según consta en la inscripción (actualmente en el Museo de Qingzhou, Shandong).
La creencia religiosa en Maitreya parece haberse desarrollado en la misma época que la de Amitābha, ya en el siglo III d. C.

## Descripción y características
Una mención de la profecía de Maitreya se encuentra en el Maitreia-viākaraṇa. Implica que es un maestro del trance meditativo sadhana y afirma que los dioses, los hombres y otros seres:

Dejarán sus dudas, y los torrentes de sus ansias serán cortados: libres de toda miseria lograrán cruzar el océano del devenir; y, como resultado de las enseñanzas de Maitreya, llevarán una vida santa. Ya no considerarán nada como propio, no tendrán ninguna posesión, ni oro ni plata, ni casa, ni parientes. En cambio, llevarán la vida santa de la unidad bajo la guía de Maitreya. Habrán rasgado la red de las pasiones, lograrán entrar en trances, y la suya será una abundancia de alegría y felicidad, porque llevarán una vida santa bajo la guía de Maitreya.
Maitreia-viakarana (traducción de Conze, 1959), pág. 241

Maitreya reside actualmente en el cielo Tushita (en pali: Tusita), al que se dice que se puede llegar por medio de la meditación. El Buda Gautama también vivió allí antes de nacer en el mundo, ya que todos los bodhisattvas viven en el cielo Tuṣita antes de descender al reino humano para convertirse en budas. Si bien todos los bodhisattvas están destinados a convertirse en budas, el concepto de bodhisattva difiere mucho en el budismo theravada y en el majaiana. En el budismo theravada, un bodhisattva es quien se esfuerza por alcanzar la iluminación plena (el estado de arahant), mientras que en el budismo majaiana, un bodhisattva es quien ya ha alcanzado un estado muy avanzado de gracia o iluminación, pero que para poder ayudar a los demás se abstiene de entrar en el nirvana.
En el budismo mahayana, los budas presiden las tierras puras, como Amitābha sobre Sukhavati. Una vez que Maitreya se convierta en buda, gobernará la tierra pura de Ketumati, un paraíso terrenal que a veces se asocia con la ciudad de Varanasi (también conocida como Benarés) en Uttar Pradesh, India, y en otras descripciones, el Shambhala.
En el budismo theravada, los budas nacen como humanos no iluminados y no son gobernantes de ningún paraíso o tierra pura. El surgimiento de Maitreya no sería diferente del surgimiento del Buda Gautama, ya que éste alcanzó la iluminación plena siendo un ser humano y murió, entrando en el parinibbana (nirvana-después-de-la-muerte).

## Iconografía

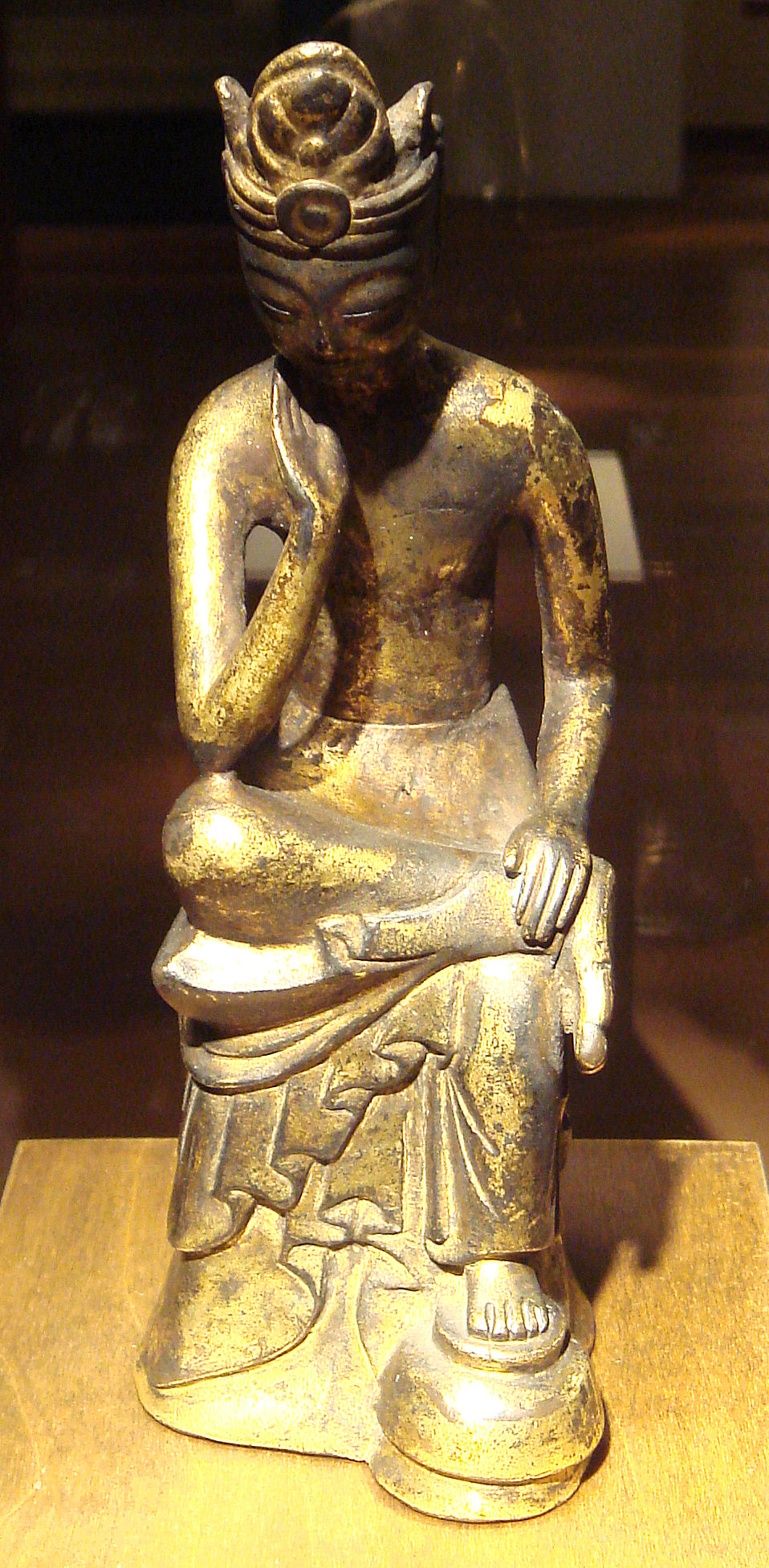
Maitreya sentado, Corea, y d. C.), actualmente en poder del Museo Guimet.

A Maitreya se le suele representar sentado, con ambos pies en el suelo o cruzados por los tobillos, en un trono, esperando a que llegue su momento. Va vestido con las ropas de un bhikṣu (monje) o las de la realeza india.
Como bodhisattva, usualmente estaría de pie y vestido con joyas. Suele llevar en su tocado una pequeña estupa que representa la estupa que contiene las reliquias del Buda Gautama para ayudarle a Maitreya a identificarla cuando le llegue el turno de reclamar su sucesión, y es posible que sostenga una dharmachakra apoyada sobre un loto. Siempre lleva una bufanda khata atada a la cintura a modo de faja.
En el arte greco-budista de Gandhara, Maitreya es representado como un aristócrata del norte de la India, sosteniendo un pieza de orfebrería kumbha (‘olla’) en su mano izquierda. A veces se trata de una «urna de la sabiduría» (en tibetano: bumpa). Aparece rodeado por sus dos acólitos, los hermanos Asanga y Vasubandhu, que fundaron la tradición Yogachara.
El Maitreia-samiti fue una extensa obra de teatro budista sobre la figura de Maitreya en el Asia Central preislámica.
El Maitreia-viakarana (en forma de sataka) de Asia Central y el Anagata-vamsa del sur de la India también lo mencionan.
También existen otras representaciones distintas que son famosas en el budismo mahayana. La más conocida es sin duda de Budai o Hotei, un monje chino quien es recordado como una manifestación de Maitreya. Su aspecto gordinflón, relajado y sonriente, utiliza una estética muy próxima a la imaginería más popular y se debe a cierta influencia taoísta en el budismo chino. El arte sacro chino suele en varias ocasiones "bajar" al mundo a las divinidades; un impulso que no es tampoco extraño en el arte occidental, por ejemplo con Velázquez.[cita requerida] Esta representación de la búsqueda de la iluminación de Maitreya encarnado en Budai es la que se suele encontrar en los restaurantes chinos.[cita requerida] También en el ámbito literario y de traducción, el nombre de Maitreya ha sido utilizado a menudo en el budismo Mahayana como sobrenombre de autores y monjes famosos.

## Creencias sobre su advenimiento

Esculturas rupestres de Feilaifeng. El monje chino Hotei o Budai, es recordado popularmente como una manifestación del bodhisattva Maitreya en el budismo chino.

La aparición definitiva de Maitreya en el mundo ocurriría dentro de un largo tiempo, que puede variar dependiendo de la interpretación del kalpa como medida de tiempo de la cosmogonía budista. Así, en diferentes sutras y comentarios se dice que Maitreya aparecerá dentro de 5670 millones de años, o dentro de 9 millones de años, o dentro de 30 000 años.
Depende de la interpretación y las fuentes, pero estas cifras deben ser entendidas como parte del esquema cíclico de esa cosmología budista en donde sucesivos Budas aparecen en períodos humanos distintos de florecimiento y destrucción.
A pesar de los 30 000 años (por lo menos) que restarían para el cumplimiento de esta profecía, el nombre de Maitreya es utilizado en estos últimos años por diversos movimientos espirituales. El origen de estos movimientos remontan hacia fines del siglo XIX, y dentro de estos movimientos espirituales, se comenzó a difundir la idea de una jerarquía espiritual que guía los designios del planeta sin infringir el libre albedrío.